# Santuario Santa Maria della Neve (Nápoly)
A Basilica Santa Maria della Neve egy bazilika Nápolyba a Piazza Vincenzo Apreán. A bazilika építése a 13. századra tehető. Eredetileg falusi kápolnaként működött, majd az évszázadok során végzett bővítések, felújítások során nyerte el mai formáját. Az első nagyobb bővítést 1520-ban X. Leó pápa rendelte el. Ezt követték az 1733-as és 1788-as bővítések, melyek során újjáépítették a homlokzatot. A harangtorony majolika díszítései már a barokkhoz kötődnek. A háromhajós bazilika belsejét Giuseppe Bastelli freskói díszítik (az ő műve a főoltár is).